# Winahradauka (rejon dzierżyński)
Winahradauka (biał. Вінаградаўка; ros. Виноградовка, Winogradowka) – wieś na Białorusi, w obwodzie mińskim, w rejonie dzierżyńskim, w sielsowiecie Dzierżyńsk, przy drodze republikańskiej R65.